# 서구 연합군의 독일 침공
서구 연합군의 독일 침공(영어: Western Allied invasion of Germany)은 서방 연합군에 의해 수행된 나치 독일 축출 작전으로 제2차 세계 대전 중 유럽 전구의 마지막 몇 달 동안 이루어졌다. 이 침공은 서구 연합군이 라인 강을 건너는 1945년 3월부터 시작되었으며, 연합군이 체코슬로바키아와 서부 독일, 발트 해, 오스트리아에 이르는 지역에 도달하여 1945년 5월 8일 나치 독일이 항복할 때까지 진행되었다. 미국 군사 역사가들 사이에서는 중부 유럽 전역(영어: Central Europe Campaign)이라고도 알려져 있다. 1945년 초기, 전세가 연합군에 우세하게 돌아가고 있었기 때문에 독일 본토 침공을 계획할 수 있었고, 영국군 및 미군은 독일군에 대한 공격에서 승리를 거둔다. 플런더 작전을 비롯한 연합군과 독일군의 전투로, 2월부터 3월까지 독일군의 손실은 40만 명에 이르게 된다.

## 배경
1945년 초기, 전세는 연합군 측에 유리하게 돌아가고 있었다. 서부 전선에서는 아헨 전투와 벌지 전투에서의 승리를 계기로 연합군이 독일을 침공할 수 있는 발판을 마련했다. 벌지 전투는 독일군이 연합군에게 가한 마지막 공세로 이 전투에서 독일군이 패배함으로써 독일은 인적, 물적 자원을 소모하게 되었다. 1945년 3월 7일, 연합군이 레마겐의 라인 강 진지를 포위하였고, 플런더 작전 등의 작전으로 인해 독일군의 인적 피해는 더욱 극심했다. 한편, 동부 전선에서는 소련군과 폴란드군이 폴란드, 체코슬로바키아, 헝가리, 북부 유고슬라비아로 진입하였고, 현재 독일 국경인 오데르-나이세선에 정지하였다. 또한, 이탈리아 전역에서도 연합군은 강 일대까지 추축국 군대를 격퇴시켰다. 이러한 상황에서 연합군 지휘부는 독일로의 진격을 검토하기 시작했다.

## 전투 서열

### 연합군
1945년 초기에 연합군 최고 사령관 드와이트 D. 아이젠하워는 자기 휘하에 73개의 군단을 가지고 있었다. 이 중 49개는 보병군단이었고, 20개가 기갑군단이었고, 4개의 군단은 공군이었다. 49개의 군단 중 대부분은 미군이었지만, 12개는 영국군이었고 8개는 프랑스군이었으며 3개는 캐나다군이었고 1개는 폴란드군이었다. 연합군의 출발 지점은 북쪽으로는 네덜란드 일대의 북해를 중심으로, 라인 강을 거쳐 남쪽의 프랑스와 스위스 국경까지 이어진 총 720km의 선이었다. 연합군은 이러한 선에서 3개의 군집단으로 나뉘었다. 네덜란드와 북해 그리고 쾰른 북부의 연합군은 버나드 몽고메리가 지휘하는 21군집단이 맡고 있었고, 중부 지역 (쾰른 남부부터 메니츠까지의 지역)의 연합군은 오마 브래들리의 미국 제12 군집단이 담당하고 있었다. 남부 지역(프랑스의 알자스-로렌 지방부터 스위스와의 국경지대)의 연합군은 제이콥 데버스의 6군집단의 통제 하에 있었다.아이젠하워는 서부 라인 강이 확보되자 라인 강 서부에서 독일 심장부까지의 공세를 다시 생각하기 시작했다. 초기에 아이젠하워는 라인 강을 방벽 삼아 서부 라인 강 일대에 집중적인 공세를 펼치고자 했다. 주요 공격은 몽고메리의 21 군집단이 신속하게 라인 강을 돌파하여 독일 영토 내부에 교두보를 확충하여야 이루어질 수 있었다. 영국군이 돌격에 성공하면 루르강 이남으로의 진격에 발판을 마련하여 루르 공업 지대 일대를 확보할 수 있었다.

### 독일군
연합군과 마주한 독일군은 알베르트 케셀링이 이끄는 서부사령군이었다. 케셀링은 게르트 폰 룬트슈테트로부터 최고지휘관직을 1945년 3월 10일에 인계받는다. 이탈리아 전역에서 많은 전과를 올렸던 케셀링은 독일 방어만큼은 제대로 하지 못했다. 아이젠하워에 비해 그가 가지고 있는 독일군은 소련군이 독일 동부로 침공하면서 더욱 줄어들었는데,군부대 수는 H, B, G로 구성된 3개의 집단군과 26개의 군단뿐이었다. 독일군 사령부도 동부에 있는 소련군에 더욱 초점을 맞추었다. 당시 동부 전선에 있는 독일군은 총 214개 정도의 군단을 보유하고 있었다. 3월 21일에 H 집단군이 어니스트 부츠가 이끄는 북서 사령군으로 바뀌었다. 독일군은 루르 공업 지대를 방어하기 위해 발터 모델 장군을 B 집단군에 임명하였고, 파울 하우서의 G 집단군도 서방 연합군을 방어하기 위해 전투에 배치되었다.

## 계획과 점령 과정

### 아이젠하워의 계획
루르를 확보한 이후, 아이젠하워는 21군집단이 지속적으로 동쪽으로 진군하기로 계획했다. 영국군이 계속 진격하면 독일 북부와 함부르크, 베를린을 확보할 수 있었기 때문이었다. 미 제 12군단과 6군단은 북독일에 주둔한 독일군의 위협을 제거하기 위해 지속적인 공세를 가해 전투의 균형을 깨뜨릴 예정이었다. 이는 북부 독일에서의 전투들이 난항을 겪을 시를 대비한 아이젠하워의 융통성 있는 계획이기도 했다. 아이젠하워는 다양한 이유들을 바탕으로 3월 말까지 이 계획들을 재조정해 나갔다. 먼저 소련군이 오데르 강에 도착했다는 것을 기자들로부터 보고받았기 때문이다. 실제로 3월 말에 소련군은 오데르 강에 도착했다. 서방 연합군이 당시에 주둔하고 있던 라인 강에서 베를린까지의 거리는 480km였지만, 소련군이 주둔한 오데르 강에서 베를린까지의 거리는 서방 연합군의 10분의 1인 약 48km였기 때문에 서방 연합군이 베를린을 점령하기 전에 소련군이 먼저 베를린에 도착할 가능성이 높았던 것이다. 또한 아이젠하워는 베를린이 아닌 다른 목표에 초점을 두었는데 바로 독일군의 통합된 방어가 그것이다. 즉, 아이젠하워는 빠르게 소련군과 만나 독일군의 방어를 둘로 나눈 후 통합된 독일군의 방어의 가능성을 제거하는 것에 중점을 둔 것이다. 또한 루르 공업 지대 또한 해결해야 할 문제로 남아 있었다. 루르 공업지대가 독일 군수업의 주요 생산 지점이었고, 1945년에도 그러했지만 기자들과 학자들은 독일군이 남동쪽으로 군수 공장을 옮겼다고 보고했다. 또한 루머에 의하면, 아돌프 히틀러의 충성스러운 군단들이 남부 독일과 서부 오스트리아 일대에 견고한 진지를 구축할 준비를 하고 있다는 것이 아이젠하워의 눈길을 끌었다. 1년 이상 전투가 지속되면 소비에트 연방과 서방 연합군 사이의 불화가 정치적으로 독일군에게 유리하게 돌아갈 수도 있다는 것을 의미했다. 실제로 소련군이나 서방 연합군이 독일 영토 내에서 독일군을 공격할 때, 독일군은 양측 모두의 작전을 지연시킬 수 있을 정도로 양측 연합군에게 패배를 안겨주었다. 가장 중요한 남쪽 독일로의 진격전의 이유는 독일군보다는 미군에게 있을 것이다. 버나드 몽고메리 장군이 북부로의 진격전에 대해서 꼼꼼히 검토하는 동안 미군 대다수는 독일 남부로 진격을 시작했다. 3월 7일에 코트니 호지스 장군은 레마겐의 마지막 다리를 확보하여 서서히 진격 중이었고, 조지 S. 패튼 장군의 제 3군도 독일 제 7군을 격파해나가고 있었다. 3월 18일부터 3월 22일까지의 전투에서 패튼 장군은 68,000명 이상의 독일군을 포로로 잡았다. 이러한 배경 끝에 연합군 최고 사령부는 북쪽보다는 남쪽으로의 공세에 집중하였다.

### 점령 과정
연합군은 오버로드 작전 때와는 약간의 차이를 두며 점령을 진행해야 했다. 오버로드 작전 때는 프랑스 레지스탕스나 프랑스 국내군에게 치안을 맡기면 되었지만, 독일 본토에서는 그것이 가능하지 않았다. 이는 벨기에나 네덜란드, 이탈리아 등 레지스탕스가 존재한 지역에서만 가능한 일이었기 때문이다. 미군이나 다른 서방 연합군이 마을에 도착하면 독일군 지휘관과 남아있는 거주자들은 백기와 이불, 탁자의 천을 이용하여 항복을 선언했다. 점령 지역의 사무관들이나 전투 부대는 마을에 대한 책임을 서방 연합군에게 넘겼다. 병사들은 아이젠하워 장군의 성명서인 "우리는 정복자로 온 것이지, 압제자로 온 것이 아니다."를 마을에다 붙이고 다녔다. 하루나 이틀 정도가 지나면 미 군정 대원들이 그 지역을 인계받았다. 집을 잃은 사람들은 미 군정 대원들이나 3시간 이내의 공지를 통해 거주 지역을 제공받을 수 있었으나 대부분은 스스로 집을 찾아야 했다.

## 전투

### 라인 강 도하

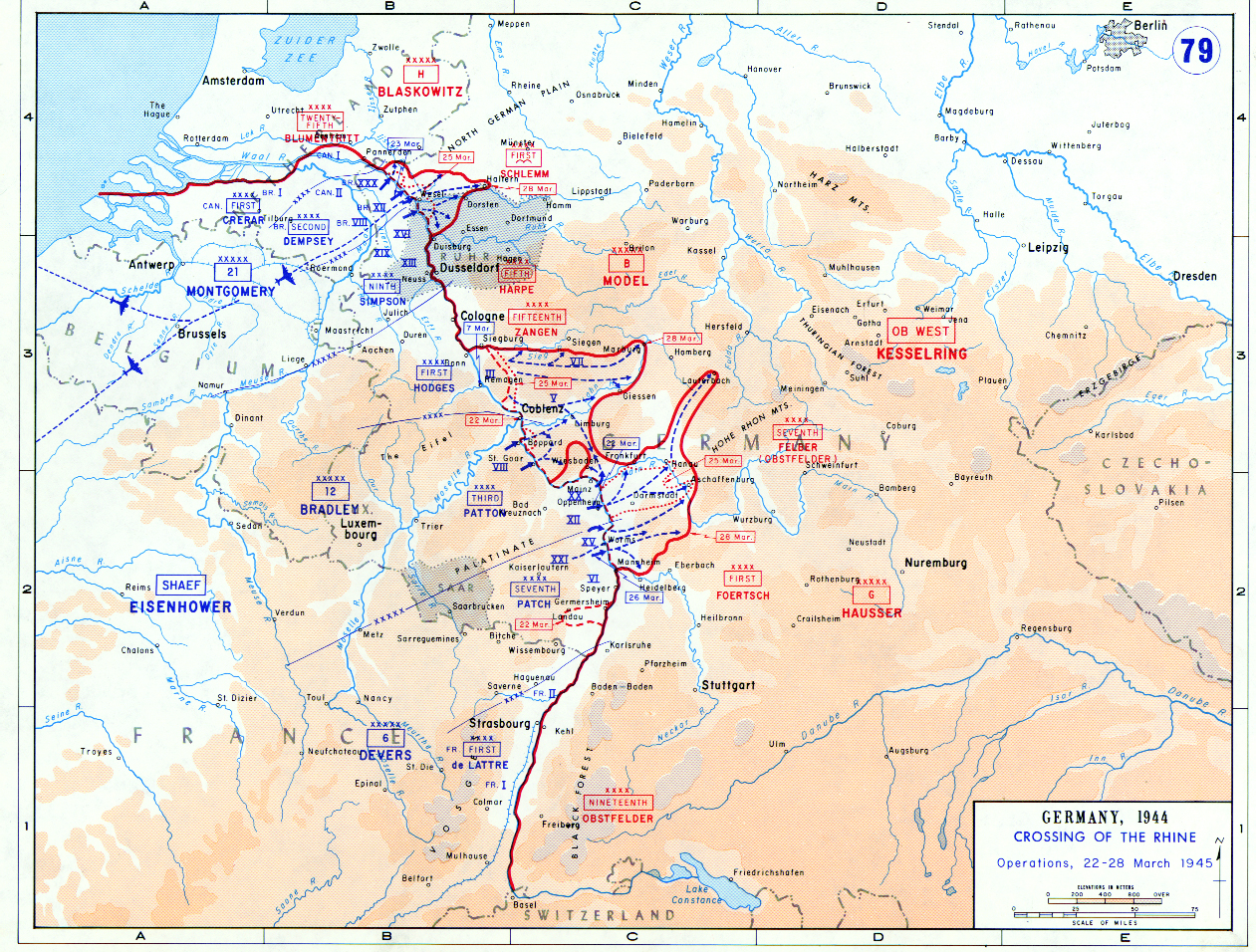
라인 강 도하전투 (1945.3.22-3.28)

3월 19일에 아이젠하워는 오마 브래들리에게 3월 22일 이후 레마젠 다리 너머로 진공하라고 지시했다. 같은 날 제 3군은 자르-팔라티네이트 지역으로 진입하여 제 1군을 돕기 위해 라인 강 너머로 진격하라는 지시를 받았다. 패튼 장군은 3월 21일, 그의 12 군집단에게 라인 강 공격을 준비하라고 지시했다. 버나드 몽고메리가 라인 강을 건너기로 계획한 지 딱 하루 전이었다. 패튼이 19사단에게 진격을 명령하자, 19사단은 로렌을 출발하여 라인 강 일대로 도하하기 시작했다. 패튼은 강을 건너기 적합한 지역이 마인츠 북부임을 알고 그 지역을 공격하라고 명령했다. 마인츠는 라인 강과 평행하여 흐르는 메인 강이 있었는데, 메인 강은 서쪽으로는 흘러 라인 강과 합류하는 강이었다. 그러나 패튼은 독일군 또한 이러한 어려움을 알고 그의 공격을 예상할 것이라는 것을 깨달았다. 그래서 그는 마인츠로 진격하는 척 하며 니르슈타인과 오펜하임을 공격했다. 이러한 작전 덕분에 제 13군단은 보파르트와 세인트 고아에서 도하 보조 작전을 수행할 수 있었다. 3월 22일 밤에 미 제 12군단의 5 보병사단이 라인 강을 도하하기 시작했다. 니르슈타인에서는 어떠한 독일군의 저항도 없었다. 그러나 오펜하임에서는 공격에서 큰 성과가 없었다. 강 도하 도중 독일군의 기관총 사격으로 보트가 침몰하였으며, 30분 동안 치열한 격전이 벌어졌다. 독일군은 마침내 항복했고, 한밤 중에도 보병사단들은 지속적으로 이동해 강 뒤의 첫 마을을 공격했다. 독일군의 저항이 곳곳에서 산발적으로 일어났으며, 반격 작전도 매우 빠르게 진행되어 사상자가 적었다. 3월 23일 오후부터 제 5 보병사단의 나머지 부대가 다리 언저리에 도착했으며, 90보병사단이 강을 도하했다. 전차와 전차 파괴부대가 아침 내내 수송선을 타고 강을 건넜으며, 저녁이 되자 다리가 운영되기 시작되었다. 한밤 중에는 내륙으로 8km 정도 미군이 진격하여 라인 강으로의 진격전이 성공했음을 입증했다. 제 3군의 2개 사단이 보트를 타고 8사단의 뒤를 따랐다. 3월 25일에는 87보병사단이 보파르트 북쪽의 라인 강을 건넜고, 하루 후 89보병사단이 보파르트 남쪽의 성 고아 지점에 도하했다. 독일군의 저항이 제 12군단이 마주한 것보다 강력했음에도 불구하고, 이들은 독일군의 저항을 격퇴시키는 데 성공하였다. 그럼에도 독일군은 기관총과 20mm 대공포격으로 미군은 큰 피해를 입었고, 8 군단은 라인 강 동쪽 둑을 점령하는 목표를 간신히 이루었다. 이들의 상륙 지점은 라인 강의 협곡 지점으로 물살이 강했고, 예상치 못한 급류가 일어나는 곳이었다. 3월 26일, 대부분의 미군은 독일군의 지속적인 저항과 함께 3월 27일의 전투를 준비했다. 미 제 6군집단도 3월 26일에 라인 강 건너편으로 공격을 시작했다. 그들은 마인츠로부터 남쪽으로 40km 떨어진 지점에서 도하를 준비했고, 제 7군의 15사단이 다리 언저리에 도달하였다. 초기의 저항을 격퇴시킨 15 군 또한 라인 강 일대로 진군하는데 성공했다.

### 플런더 작전

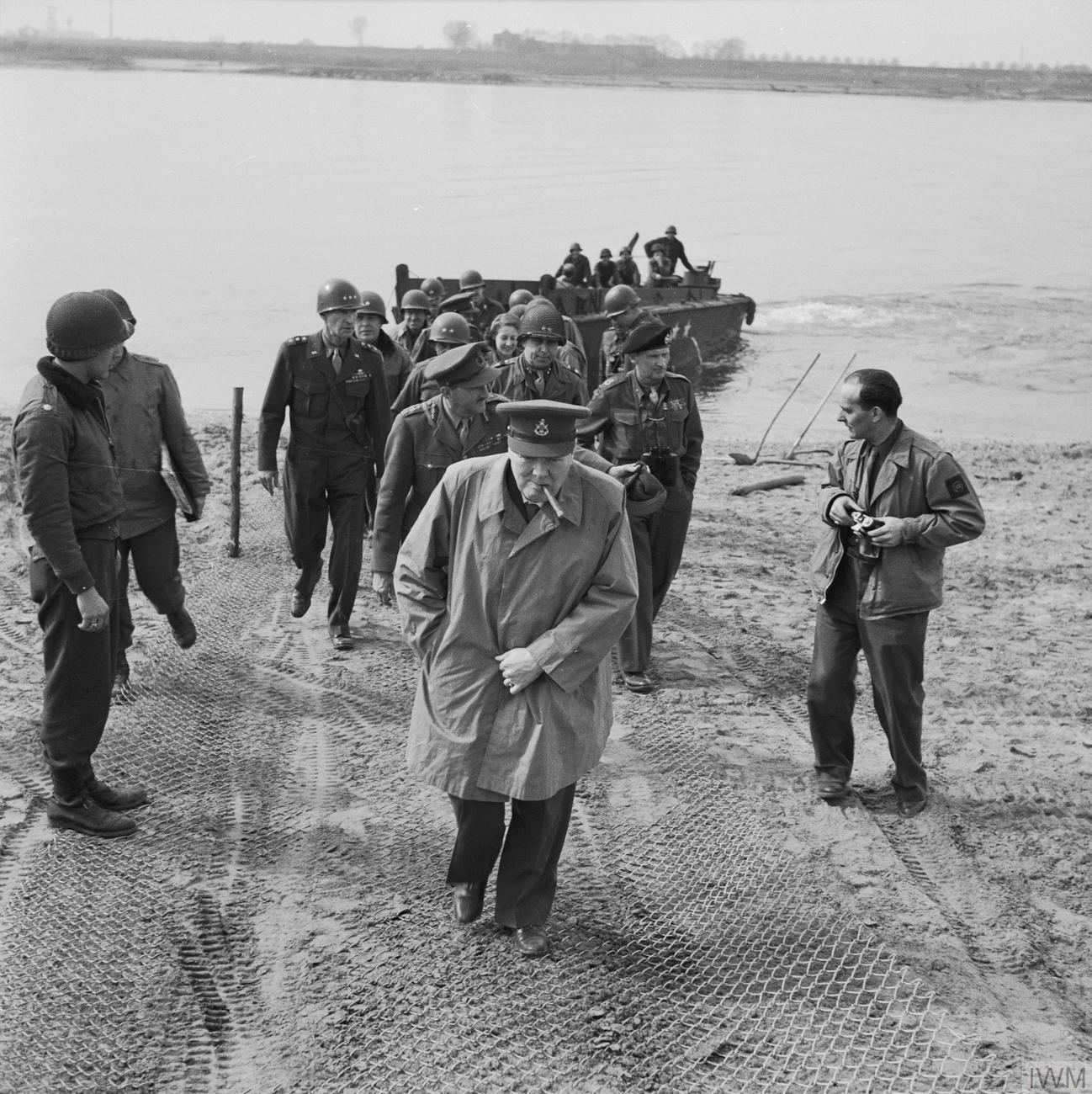
라인 강 동안에 상륙한 윈스턴 처칠. 영국의 최고 장관이 최전방을 방문하는 일은 매우 위험한 일이었다.

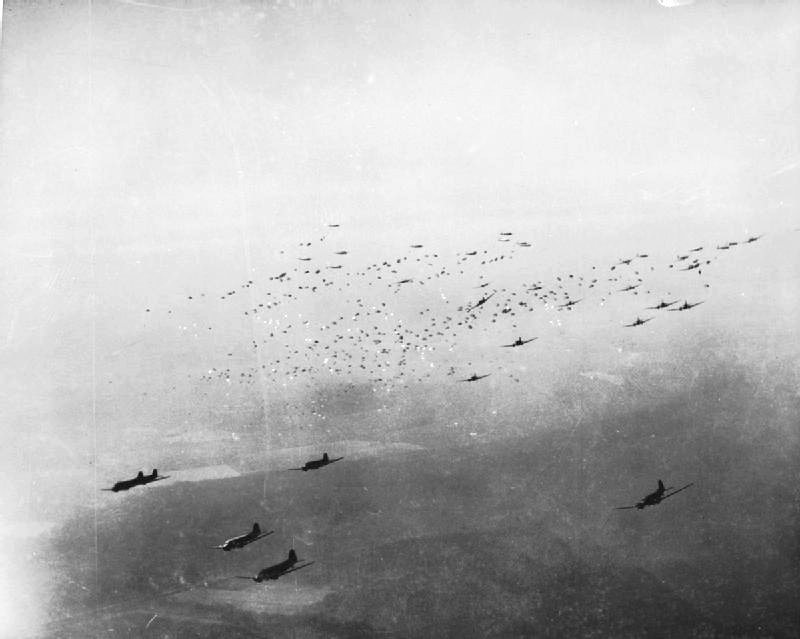
플런더 작전의 공군 작전인 바스티 작전을 수행하는 연합군 공군. 이들의 훌륭한 임무 수행에도 불구하고 독일군 판저 사단의 반격으로 플런더 작전은 예상했던 결과를 얻는데 난항을 겪는다.

3월 23일부터 3월 24일까지 오마 브래들리가 라인 강 도하에 성공했다고 알려오자, 버나드 몽고메리 장군도 라인 강 도하 작전을 준비하였다. 그는 125만 명의 군단에게 라인 강 도하를 준비했고, 이것이 플런더 작전이다. 플런더 작전은 영국 제 2군에게 요청되었고, 그들이 도하해야 할 지점은 총 3곳이었다. 독일의 레스, 크산텐, 그리고 라인부르크가 그곳이었다. 도하는 몇 주간의 공습과 어마어마한 포격 준비로 계획되었다. 미 공군과 영국 왕립공군의 대대적인 폭격이 라인 강 일대의 통신 시설 및 루르로의 보급품을 끊기 위해 계획되었다. 몽고메리는 원래 미 제 9군의 1개 군단을 영국의 제 2군으로 옮기려고 했다. 이렇게 함으로써 초기 공격 당시 오직 2개의 군단만 사용하고자 한 것이다. 제 9군의 나머지 병력은 다리를 점령할 때까지 기다리고 있는 것으로 계획되었다. 제 9군의 사령관 윌리엄 심슨과 제 2군의 사령관 마일스 뎀프시는 이러한 접근에 반대했다. 두 장군 모두 9군이 집결된 곳의 장비와 인력이 낭비되는 것으로 판단했고, 제 2군의 도하지점에서의 문제점을 해결하지 못했다고 본 것이다. 몽고메리는 이러한 우려에 약간의 조정을 함으로써 대응했다. 그는 미군의 도하 병력을 증가하는 것에 초점을 두었지만, 그 병력이 제 9군이 아닌 제 2군의 휘하에 두는 것에는 동의했다. 그는 베셀의 교각으로 전투를 전환하는 것에도 동의했다. 이는 다리 북부를 점령하는 것으로써 이렇게 하면 제 9군의 안전을 확보할 수 있었다. 제 21군집단의 남쪽에서의 공격에서 제 9사단의 공격부대가 전선 구역의 18km를 따라 라인 강을 도하하여 베셀과 리페강의 남쪽 교두보를 확보했다. 이 공격으로 영국군은 루르로부터의 독일군의 반격을 차단할 수 있었다. 라인 강의 열악한 도로망 때문에 9 군의 제 2군단은 베셀 다리를 지나 리페강 북쪽의 영국 지역에 상륙해야 했다. 약 160km를 동진한 끝에 이 군단들은 파더보른 근처의 제 1군과 만남으로써 루르를 포위했다. 몽고메리의 또 다른 중요한 작전은 바시티 작전이었다. 제 18공수사단이 참여하는 이 작전은 라인 강 일대의 공수부대 작전이었다. 바시티 작전의 착륙 지점은 독일군 전선과 가까웠지만, 연합군 포격 범위 내에 있었기 때문에 큰 문제가 없었다. 또한 포격 공격과 겹치는 것을 피하기 위해 낙하산 대원들은 라인 강 동안에 부대가 상륙할 때까지 착륙할 수 없었다. 경무장한 낙하산대원들은 주요 전장에 배치하는 지혜에 대해서는 논란이 많았다. 그리고 낙하산 착륙 전에 라인 강으로 부대가 도하할 수 있는 지에 대한 계획은 많은 궁금증을 낳았다. 그러나 몽고메리는 낙하산 대원들이 라인 강 공격 부대와 신속히 만날 수 있을 것이라 믿고 있었고 가장 강력한 부대를 가능한 빨리 교각에 배치하라 지시했다. 다리가 확보되면 영국 제 6공수사단은 제 2군의 휘하에 들어가게 될 것이었고, 미군 제 17공수사단은 9군의 휘하에 들어가게 될 것이었다.
3월 23일부터 시작된 초기 공격에서 몽고메리 휘하 부대들은 빠르게 강을 건너가며 소규모의 공격만 받았다. 한편, 위전 작전 (홍머리오리 작전)이 시작되어 2군의 제1코맨도연대가 강을 건너 베셀 시 북쪽 교외에서 왕립 공군의 폭격이 끝날 때까지 기다리고 있었다. 코맨도연대는 3월 24일 아침 그 도시를 점령했으나 독일군의 저항은 3월 25일까지 지속되었다.제 2군의 12군단은 제 9군의 11군단과 함께 3월 24일 오전 2시부터 포병군단과 공습 하에 도하를 시작했다. 미군의 도하에서 제 9사단의 사령관 심슨 장군은 베테랑 군단인 제 30보병사단과 제 79보병사단을 투입했다. 제 30보병사단은 베셀과 라인부르크 사이를 건너기로 되어있었고, 제 79보병사단은 라인부르크 남쪽을 공략하기로 되어있었다. 9군의 13군단과 19군단처럼 16군단의 8기갑사단과 35 및 75보병사단 또한 예비로 편성되어 있었다. 심슨 장군은 19군단이 다리가 확보되자마자 진격하라고 지시했고, 8군단은 라인 강의 남쪽을 지키라고 명령했다. 아이젠하워 장군이 목격하는 가운데 포병의 집중적인 공격 이후 30보병사단은 공격을 시작했다. 포격이 매우 효율적으로 진행돼서 공격 부대는 오직 강을 건넌 후에 아무런 저항이 없다고 보고할 수 있을 정도였다. 1시간 후에 79보병사단도 도하 후 비슷한 성과를 이룩했다. 중무장 사단이 강을 건너고 난 이후 두 부대는 독일군 방어선을 뚫고 4.8km에서 9.6km까지 진격했다.
북쪽에서 영국군의 도하는 잘 이루어져서 저녁 무렵에 육군 사단과 공수사단이 서로 만날 수 있을 정도였다. 3,500명의 포로와 함께 영국군은 그날의 목표를 달성했다. 3월 25일 아침, 리랜드 홉스 장군은 두 기계화사단을 이끌고 독일군의 돌출부를 공격하며 동진했다. 불행히도 홉스 장군은 16군단의 도움을 받지 못함으로써 3.2km만 진격할 수 있었다. 그 다음 날 그들은 소득을 얻어 1개의 사단은 그들의 목표를 포위하며 9.6km 정도 진격했다. 그러나 이것은 홉스가 바란 재빠른 진격은 아니었다. 열악한 도로 상황 때문에 30보병사단은 독일군 제 116 판저기갑사단과 만나야 했다. 116 판저기갑사단은 네덜란드-독일 국경 방향으로 남쪽으로 이동해 독일이 생각하는 큰 위협인 미군 제 9군에 대항하고자 했다. 3월 26일 판저기갑사단들은 영국군 전체를 저지하는 데 성공했다. 79보병사단이 이들에 의해 격렬한 전투를 벌일 동안 심슨은 19군단을 베셀 다리들로 보내는 것과 연합군이 리페강 북쪽의 더 나은 도로를 사용하는 것에 관심을 기울였고, 몽고메리도 이에 동의했다. 운없게도 독일군이 북쪽에서 가해오는 압박으로 인해 영국군은 크산텐의 다리를 확보하는 것에 어려움을 겪었으며 영국군의 물자는 베셀의 강 건너편으로 운송되었다.

### 아이젠하워의 계획 수정
3월 28일, 영국군이 고전하자 아이젠하워는 향후 공격 방향을 정비하기 위해 현재 계획을 재조정하겠다는 결정을 내렸다고 발표했다. 일단 루르를 포위하면, 그는 제 9군이 영국 제 21군집단에서 미국 제 12군집단으로 전환되기를 원했다. 루르 포위전 이후 오마 브래들리의 12군집단이 중앙에서 동쪽으로 진격하고, 데버스의 미 6군집단은 브래들리의 남익을 보호하며 공세를 이어가는 것이 그의 계획이었다. 몽고메리의 군단은 데버스의 6군집단이 진격하는 동안 브래들리의 북쪽 돌출부를 보호하는 것으로 바뀌었다. 또한 중요 목표는 베를린이 아닌 소련군과 만날 수 있는 라이프치히로 바뀌었고 영국 제 21군집단의 목표도 유틀란드반도에서 뤼베크와 비스마르로 바뀌었다. 이는 유틀란드반도 북부의 덴마크에 주둔하고 있는 독일군을 고립시키고 북독일에서 저항하는 독일군을 소탕하려는 아이젠하워의 목표였다. 제 6군집단과 미국 3군 또한 오스트리아 일대로 진격하는 것으로 목표가 바뀌었다. 윈스턴 처칠과 영국의 장관들은 이러한 새로운 계획에 반대했다. 소련군이 베를린으로 접근 중이기는 하지만 그들의 정치적이고 객관적인 목표는 여전히 베를린이었다. 아이젠하워는 이러한 입장에 동의하지 않았다. 얄타 회담에서 베를린과 독일이 분할되기로 결정되었기 때문이었다.

### 루르 포위전

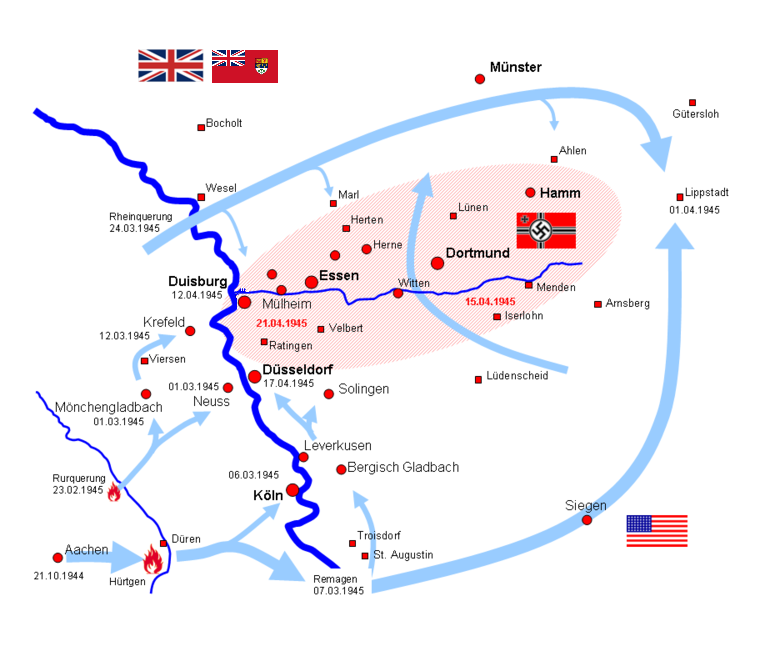
루르 포위전을 간략하게 나타낸 지도로 연합군이 어떻게 진격하는 지 보여준다.

3월 28일, 8 기갑부대가 4.8km만 진격하고 도르스텐에 아직 도착하지 않았을 때, 몽고메리는 베셀 동쪽의 도로가 3월 30일에 9군 지역으로 바뀐다고 선언했다. 또한 미군 제 17공수사단은 리페강 북쪽이 아닌 영국군 기갑사단과 합류하여 베셀 동쪽으로 진격하는 것으로 바뀌었다. 심슨 장군은 이것이 루르를 포위하라는 상부의 명령임을 직감하고 3월 28일부터 루르 포위를 시작했다. 심슨은 14군단의 제 2기갑사단을 16군단이 있는 다리 어귀로 이끔으로써 교통 체증을 피하며 루르로 진군했다. 3월 29일 리페강의 북쪽을 통과한 후 제 2기갑사단은 14공수군단이 할테른 근처에 설립한 전진 기지에 도착했다. 30일과 31일에 제 2기갑부대는 베컴에 도달하여 루르의 철도 노선 3개를 분단시키고 베를린으로의 아우토반을 확보했다. 14군단의 나머지 부대는 이 아우토반으로 진격했고, 제 1군은 루르 동쪽과 남쪽의 끝 부분에 도달했다. 제 1군이 레마겐에서 3월 25일부터 진격해 오는 동안, 독일군 B 군단의 사령관 발터 모델은 루르의 방어를 맡고 있었고, 쾰른 남부의 시그 강을 따라 군단을 배치했다. 1군의 3개 군단 모두 돌파 준비를 마친 상황이었다. 좌측의 미군 제 7군단은 독일군 집중 지역을 공격하느라 어려움을 겪고 있었지만, 그들은 19km를 진격할 정도로 진전을 보이고 있었고, 미 제 3군단은 빠른 돌파에는 실패했으나 6.4km를 진격했다. 미 제 5군단은 경미한 사상자를 보이며 8km에서 12.9km를 진격하였다. 3월 26일 기갑사단들은 모두 돌파를 시작했고, 독일군의 모든 반격과 저항을 쇄도시켰다. 3월 28일에는 호지스 장군의 제 1군이 란을 지나 80km를 주파했고, 3월 29일에는 파더르본 근처에 육박하며 독일군 수천 명을 포로로 사로잡았다. 이 때 미군은 130km를 진격했다. 제 3군이 우익을 보호하며 카셀 북서쪽으로 향했다. M26 퍼싱을 보유한 7군단의 3기갑사단의 태스크 포스 또한 3월 29일 파데르본을 향해 진격했다. 104보병부대와 연합한 이들은 72km를 주파하며 파데르본 근처의 훈련소에 다다랐다. 60대의 탱크를 보유한 이들은 학생들의 치열한 저항을 막아내며 미군 진지를 구축했다. 태스크포스가 31알 진격하는 것에 실패하자 콜린스 장군은 심슨 장군에게 9군이 도움을 줄 수 있냐고 물었다. 심슨은 사실 베컴에 도착한 제 2기갑사단이 립슈타트로 이동하도록 명령했다. 4월 1일 오후에 제 2 및 제 3 기갑사단은 립슈타트에서 만나 9군과 제 1 군을 연결하고 루르 공업 지대를 봉쇄했다. 3월에서 4월로 넘어갈 무렵 라인 강 동쪽의 공세는 연합군의 계획과 일치했다. 라인 강 동쪽으로 리스에 있는 영국군에 부대를 파견한 북부의 캐나다 제 1군을 비롯한 모든 부대가 이동하였고, 프랑스 제 1군 또한 남쪽으로 이동하여 마인츠로부터 남쪽으로 80km 떨어진 곳에서 도하 공격을 한 후, 다리를 점령했다. 연합군 진격선의 중심에서 아이젠하워는 미 제 12군집단 소속의 15군을 새로이 배치하여 루르 포위전에서 라인 강을 따라 형성된 서쪽 끝을 맡게 했다. 한편 제 9군과 제 1군은 독일군을 동쪽, 남쪽, 북쪽에서 압박하며 들어갔고, 루르 지역이 점차 점령됨에 따라 15군은 1, 3, 9군이 독일로 진격하는 동안 이 지역을 맡게 되었다.

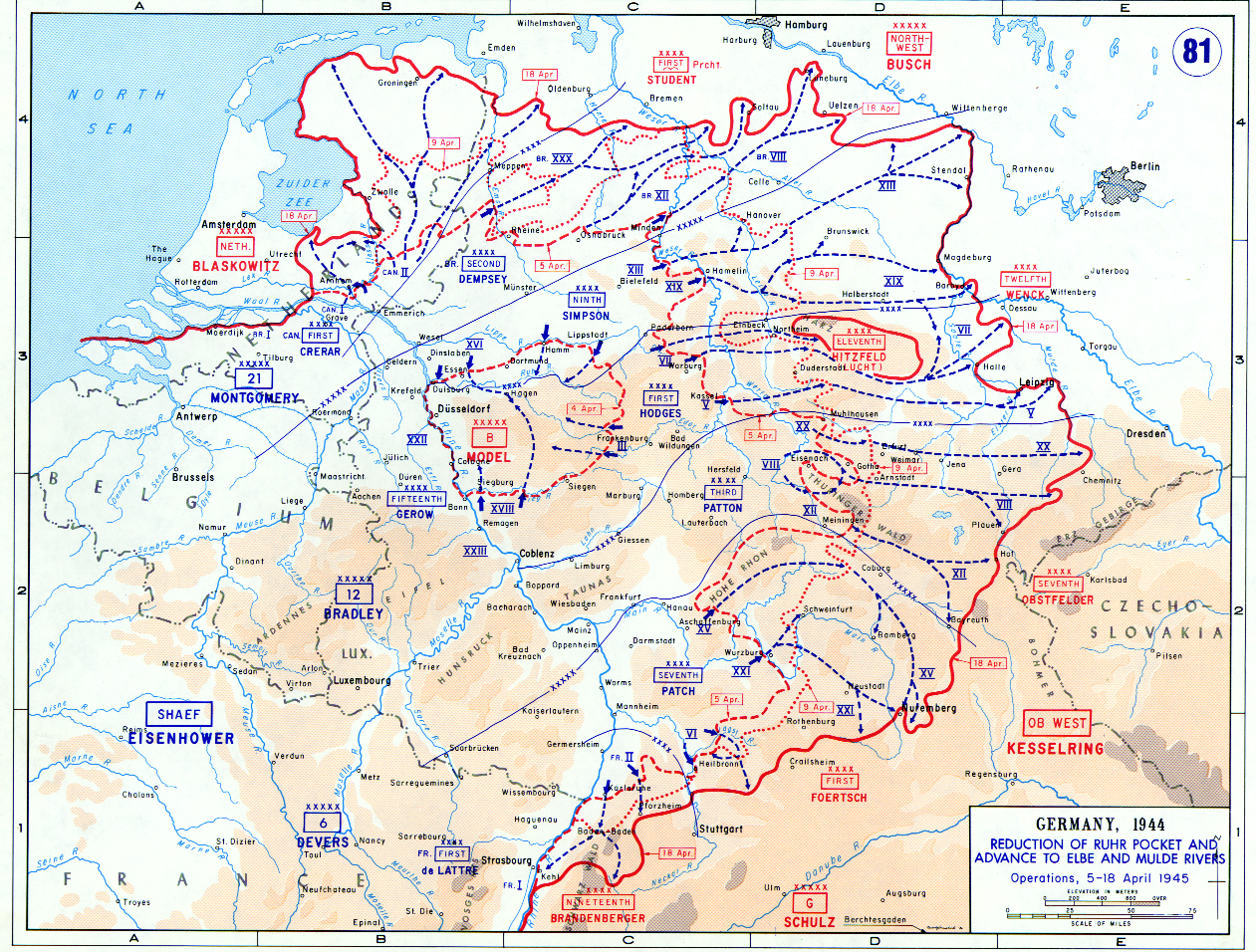
루르 포위전의 진격 방향과 연합군이 4월 18일까지 탈환한 지역을 보여준다.

아이젠하워의 계획을 실현시키는 첫 단계는 루르 포위전을 마무리 짓는 것이었다. 포위가 이전에 끝났음에도 불구하고 루르에 주둔한 독일군은 동쪽으로 포위를 돌파하려고 했다. 9군과 1군은 루르강을 경계로 삼아 독일군에 대한 압박에 박차를 가했다. 9군의 16군단은 이미 라인 강을 건넌 후 루르 북쪽 지역을 점령했으며 15군단의 2개 사단을 도울 것이었고, 나머지 사단들은 제 8군단과 계속 동쪽으로 진군할 것이었다. 루르강 남쪽에서 제 1군의 북부 공격은 18공수군단에 의해 실행될 것이었고, 제 3군단은 제1군의 5,7군단과 함께 지속적으로 동쪽으로 공세를 펼칠 것이었다. 9군의 루르 포위망 구역은 도시화된 산업 지역으로, 1구역의 3분의 1 크기였다. 제 1군은 빽빽한 산림 지대가 점령 구역이었고 도로 상황도 열악했다. 4월 1일까지 루르에 주둔한 독일군에 대한 포위는 끝났다. 4월 4일 브래들리의 통솔하에 제 9군은 루르강 남쪽에서의 공세를 시작했다. 남쪽에서 제 1군의 3군단은 5군의 공세에 합류했으며, 18공수군단이 제 6군과 합류하여 적을 북쪽으로 밀어내기 시작했다. 독일군의 저항은 급격하게 감소했다. 4월 13일, 제 9군은 북쪽 포위망을 정리했으며 18공수군단의 8보병사단은 루르강 남쪽 둑에 도착하여 남쪽 구역을 둘로 나누었다. B 집단군이 항복할 때까지, 모든 지역에서 독일군 항복자들이 나타났으며, B 집단군 사령관인 발터 모델은 4월 21일 자살했다.

### 엘베 강으로의 전격전
루르 포위전이 진행되는 동안 남아있는 연합군은 독일로의 최종 공세를 준비했다. 새로운 작전 하에 브래들리의 제 12군단은 호지스의 제 1군과 함께 라이프치히와 엘베강으로 210km 진격해야 했다. 북쪽에서 9군의 19군단과 13군단은 엘베 강으로 진격해야 했는데, 그들의 목표 지점은 라이프치히에서 북쪽으로 105km 정도에 있는 마그데부르크였다. 패튼의 제 3군은 라이프치히에서 남동쪽으로 64km 떨어진 켐니츠로 가서 오스트리아로 진군해야했다. 데버스 장군의 6군단은 슈바르츠발트와 바이에른을 거쳐 오스트리아와 알프스산맥의 독일 기지를 공격해야했다. 4월 4일, 나머지 미 12군단이 공격을 시작해도 좋다는 허가를 내리자, 제 3군단은 중요한 발견을 두 가지 했다. 하나는 독일 소금 광산을 90보병사단이 발견한 것이었고, 다른 하나는 4월 4일 4기갑사단과 89보병사단이 최초로 강제 수용소를 발견한 것이다. 이 때 오마 브래들리의 통솔 하에 있던 다른 군대들은 파데르본에서 80km 떨어진 라이네 강에 도착했다. 이로써 제 3군은 엘베 강으로 진격할 수 있는 기반을 마련했다. 4월 9일, 9군과 1군은 라이네 강의 다리를 포위했고, 4월 10일 제 12군단은 엘베 강으로의 공세를 시작했다. 엘베 강은 아이젠하워의 지시에 따른 연합군의 주요 목표였지만, 베를린 역시 미군 고위 관료들의 눈길을 끌었다. 9군의 제 2기갑사단은 엘베 강을 점령할 시 베를린으로의 진격이 80km로 줄어든다고 보고했다. 그러나 이들은 4월 15일, 베를린 전투에 대한 희망을 버려야 했다. 아이젠하워가 브래들리에게 베를린을 포기하라고 지시했다. 심슨은 결국 이러한 의사를 받아들여 독일군의 저항을 소탕했다.
미 제 12군단의 중앙에서 호지스의 제 1군은 약간의 강력한 저항에 마주했다. 라이프치히로 병력이 접근하고 있는 중, 마그데부르크로부터 남쪽으로 97km인 지점에서 1군은 조직적인 저항에 부딪힌 것이다. 독일군은 미군으로부터의 공격을 방어하기 위해 대공포 선을 만들었다. 치열한 전투 끝에 미 제 1군은 대공포 선을 통과하여 라이프치히에 입성하여 4월 20일에 항복을 받아냈다. 4월 20일 밤, 이들은 라이프치히를 벗어나 군대가 정지하기로 되어 있는 물데 강에서 나머지 군대와 만났다.. 그러는 사이 12군단의 남쪽인 제 3군은 빠르게 진격하여 48km를 주파한 후, 에르푸르트와 바이마르를 점령하였고, 4월 12일에는 다시 48km를 진격하여 옛 나폴레옹 전쟁의 예나-아우어슈테트 전투 지역에 도착했다. 그 날 아이젠하워는 패튼에게 제 3군을 물데 강에서 정지시키라 명령했는데, 그 이유는 소련군과 미군이 서로 충돌하는 것을 방지하기 위해서였다. 그러나 4월 13일, 물데 강에 도착한 패튼의 군대 중 제 7군단은 6군집단과 함께 남동쪽으로 계속 이동해 남부 독일 지역의 독일군을 소탕하고 오스트리아로 진입했다. 4월 11일 코부르크를 점령한 후 7군단은 바이로이트를 4월 14일 점령했다. 엘베-물데 선으로 연합군이 진격하는 동안 독일군의 저항은 예상치 못한 것이었지만 목표 달성은 쉽게 이루어졌다.

### 동부 전선과의 연결

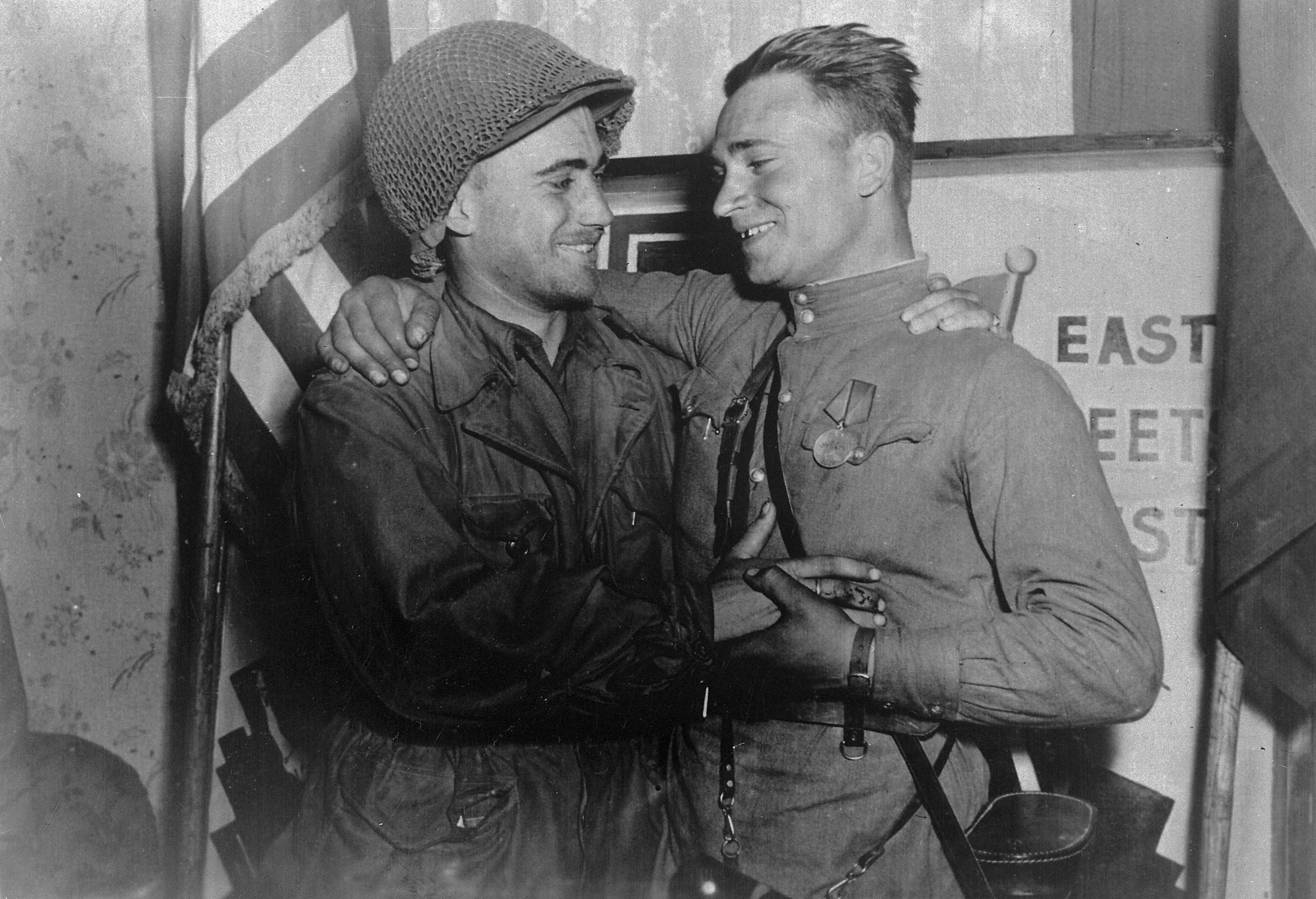
4월 26일 소련군 제1우크라이나 전선의 알렉산드르 쉴바스코와 미군 69보병사단의 윌리엄 로버트슨. 이들의 만남은 유럽 전구에서의 승리와 독일군의 몰락을 암시했다.

서구 연합군의 마지막 공세는 4월 19일에서 5월 7일까지에 있었다. 모든 엘베-물데 선의 연합군은 소련군과 만난다는 사실에 불안했다. 4월의 마지막 주 동안 소련군은 근접해 있었고, 많은 미국 초계 대원들이 물데 강 동쪽에서 그들과 만나기를 소망했다. 1군의 5군단은 4월 25일 11시 30분에 소련군과 첫 접촉에 성공했다. 69보병사단의 초계 대원이 홀로 있는 소련군과 마주쳤다. 이후 미군 장군인 에밀 라인하르트와 소련 58 전위사단장인 블라디미르 루사코프가 토르가우에서 만났다. 이는 미국-소련 양국 군대가 독일군을 둘로 나누었음을 의미하기도 했다. 양국 군대는 첫 접촉을 기뻐하며 축하연을 열었다. 이후 4월 25일은 엘베의 맹세로 기억되고 있다. 한편, 데버스 장군의 6군도 알프스산맥과 남부 독일, 서부 오스트리아에서 저항하는 독일군을 소탕하고자 했다. 두가지 목표를 모두 달성하기 위해, 데버스 장군은 알렉산더 패치 장군의 7군에게 브래들리의 측면을 따라 공격하라고 지시하는 한편, 제 3군에게는 남쪽으로 가서 뮌헨과 뉘른베르크를 점령하여 오스트리아로 진격하라고 명령했다. 장 드라트르 드타시니 장군 휘하의 프랑스 제 1군도 스위스의 국경 지대로 이동하기 전에 슈투트가르트를 점령하여 오스트리아로 진군하기로 되어 있었다. 독일군의 저항은 북쪽에 비해서 덜 조직적이었다. 그럼에도 불구하고 6 군단은 독일군 측면에서 40km 떨어진 지점인 하일브론에서 독일군의 강력한 저항에 부딪혔다. 그러나 4월 11일까지 7군은 독일군의 방어를 뚫었다. 결국, 4월 15일에 아이젠하워 장군은 패튼의 모든 3군에게 다뉴브강을 따라 린츠로 진격하라고 명령했고, 남쪽의 잘츠부르크와 오스트리아 중심을 공격하라 지시했다. 제 7군은 이러한 상황 속에서 밤베르크를 점령하고 뉘른베르크로의 진군을 이어갔다. 뉘른베르크에 4월 16일 미군이 입성하자, 7군은 독일군의 대공포 공격을 받았다. 4월 20일 대공포를 폭파시킨 후 시가전을 벌이며 가옥을 정리하고 난 다음 미군은 뉘른베르크를 점령하는 데 성공했다. 뉘른베르크를 점령한 후 다뉴브강 일대에서 16군단의 12 기갑사단과 7군은 독일군과 소규모 전투를 치른 후 4월 22일 강을 건넜다. 그러는 사이 제 7군의 6군단은 남동쪽으로 이동해 프랑스 제 1군과 함께 이동 중이었다. 프랑스는 4월 21일 슈투트가르트를 점령하는 데 성공했고, 그 다음 날 7군단과 프랑스 제 1군은 다뉴브강에 주둔했다. 3군과 6군도 소규모의 전투를 치르며 4월 24일 다뉴브강에 도착했다. 한편, 4월 28일 7군의 선발대가 오스트리아에 진입했고, 4월 30일에는 7군의 16군단과 21군단이 뮌헨을 점령하는 데 성공했다. 5월 4일에는 5군단과 12군단이 체코슬로바키아에 입성했고, 7군단의 구역이었던 잘츠부르크 내의 저항 지역이 15군단에게 항복했다. 이후 15군단은 베르히테스가덴을 점령함으로써 알프스 일대의 저항선을 봉쇄했다.

### 이탈리아 및 덴마크와의 연결

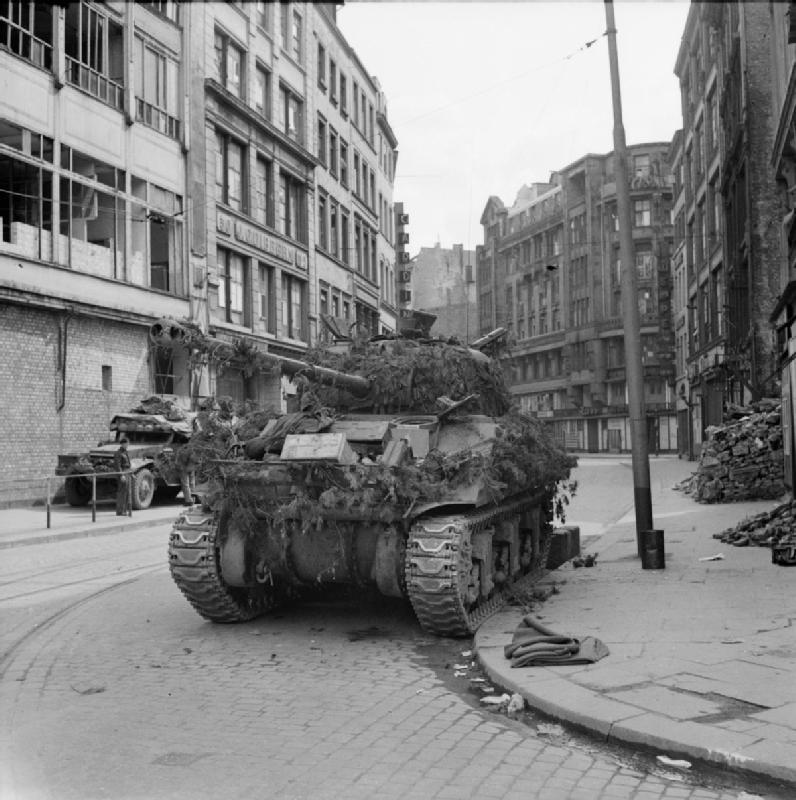
함부르크에 진입한 영국군

이탈리아 전역은 1945년 봄 공세 이후 이탈리아 레지스탕스 및 이탈리아 왕국과의 연합 하에 순조롭게 이루어지고 있었다. 당시 이탈리아 전역에서 연합군의 목표는 살로 공화국 멸망과 베니토 무솔리니를 체포하는 것이었다. 이 무렵 이탈리아 전역의 정세를 보면, 프랑스 군이 아오스타 지역으로 진입하였고, 연합군은 볼로냐를 점령하는 데 성공했다. 12월 31일에 형성된 전선을 모든 지역에서 돌파한 연합군은 베네치아, 토리노, 밀라노 방향으로 진군했다. 볼로냐는 4월 21일에 함락되었다. 이탈리아 파르티잔 및 레지스탕스들은 4월 29일 베니토 무솔리니를 처형하였다. 연합군은 계속 북상하여 4월 말 베네치아와 토리노를 점령하였다. 5월 2일, 이탈리아에 주둔한 독일군과 살로 공화국 군대는 항복했다. 5월 4일, 미 6군의 부대가 인스부르크를 지나 브레너 고개에서 이탈리아 전선의 미군과 만남으로써 지중해 전역도 끝나게 되었다. 연합군은 트리에스테를 함락시킨 후, 유고슬라비아 파르티잔 및 소련군과 만났다.
한편, 미군이 진격하는 동안 영 연방군의 제 21군단도 북쪽과 북동쪽으로 진격했다. 우익의 영국 제 2군은 엘베 남동쪽의 함부르크에 4월 19일 도달하였고, 1주일 후인 4월 26일에 브레멘을 점령했다. 4월 29일, 영국군은 18공수사단의 지원 하에 엘베 강 도하 작전을 시도했다. 이들은 강을 도하한 이후 5월 2일, 뤼베크와 비스마르를 점령하고 유틀란드반도를 봉쇄하는 데 성공했다. 한편, 캐나다 제 1군의 군단 1개는 북해 일대의 네덜란드-독일 국경으로 진격하여 4월 16일에 이곳에 도달한다. 네덜란드 내에서는 조직적인 레지스탕스가 이어졌고, 캐나다군은 네덜란드 중앙으로 진격하였다. 이 무렵 네덜란드 레지스탕스는 텍셀 섬에서 반란을 일으켰으나 결과는 실패로 끝났다. 네덜란드에서 독일군을 봉쇄한 캐나다 군은 네덜란드 일대로 진격하려 했다. 그러나 네덜란드 인구 및 독일군의 급증으로 인해 기아가 생길 것을 우려한 아이젠하워의 허가에 따라 캐나다 군은 독일군에게 전쟁을 종료하라고 명령한 후, 그들이 4월 29일부터 보급품을 공수하는 것을 허락했다. 함부르크에 도달한 영국군은 5월 3일, 이 도시를 점령하였다.

## 독일의 항복
4월 말부터 제 3제국은 누더기 상태였다. 동쪽에서는 소련군이 베를린을 포위하기 시작했으며, 12 군단은 지속적으로 베를린을 향해 진군하고 있었기 때문이다. 아돌프 히틀러는 4월 30일 자살로 생을 마감했고, 그의 뒤를 이어 해군을 맡고 있었던 카를 되니츠 제독이 제 3제국의 통치자가 되었다. 그는 5월 7일 소련군과 서방 연합군에게 모든 독일군이 항복할 것을 권유했으며, 5월 8일에 연합군은 독일군의 항복을 인정한다. 이로써 베를린 공방전, 대서양 해전 및 유럽 전구에서의 모든 전투는 끝이 났다. 한편, 소비에트 연방은 5월 8일의 항복 선언이 서방 연합군에게만 이루어졌다며, 5월 9일 소비에트 연방을 대상으로 한 항복을 요구했다. 이를 받아들인 독일 수뇌부가 소련에 5월 9일 항복하면서 동부 전선도 끝나게 된다..

## 분석
독일을 침공하려는 시작 단계 때 이 전투의 향방은 명백했었다. 아르덴 공세로 히틀러는 주력 부대를 소진한 것이다. 그러나 연합군은 승리를 위해 격렬한 전투를 벌어야 했다. 라인 강 도하와 루르 포위전에서 엘베-물데 선과 알프스산맥에 이르기까지 서부 전선의 마지막 전역은 독일군과 연합군의 주력전으로 바뀌었다. 1945년에 독일의 상황이 악화됨에도 불구하고 히틀러는 항복을 거부했다. 이에 따라 소련군 포병대대가 베를린의 중심부로 진입하기 전까지 양측은 수많은 사상자를 내야했던 것이다. 오버로드 작전의 경험을 바탕으로, 기계화사단이 투입되면서 연합군은 강력한 기동성과 공격성을 얻게 되었고 이는 독일 내부로 진입하는 전 부대에 효율적인 전투를 가능하게 했다. 이 기동부대는 독일 군대를 고립시키는 큰 위협 요소였고, 또 다른 보병사단이 독일군을 소탕하는 것에 도움을 주었다. 이러한 공격 중에도 공급부대가 이들에게 연료와 물자를 지원하고, 진격에 대한 신중한 결정이 연합군을 승리로 이끈 주요 요인이었다. 이러한 체계 덕분에 연합군은 독일군의 저항 능력을 빠르게 상실시켰다. 돌이켜보면, 소수의 의문스러운 결정이 전역의 수행에 문제점이 될 수도 있었다. 예를 들어 패튼 장군은 잠재적으로 마인츠 북쪽의 라인 강 도하를 이루어 메인 강을 건너는 손실을 피할 수 있었다. 그렇게 하면 21군집단의 지원 공수 작전이 위험에 빠지지 않을 수 있었던 것이다. 그러나 이러한 결정들은 이 전역의 궁극적인 목표를 이룩하는 데에는 큰 문제점이 없었다. 전체적으로 연합군의 작전은 훌륭했으며, 아이젠하워가 수립한 계획도 모두 달성했다.

## 참고 문헌
- Baker, Anni P. (2004). American Soldiers Overseas: The Global Military Presence. Westport, Connecticut: Praeger. pp. 38–39. ISBN 0-275-97354-9.
- Bedessem, Edward M. (1996). Central Europe, 22 March – 11 May 1945. CMH Online bookshelves: The U.S. Army Campaigns of World War II. Washington, D.C.: US Army Center of Military History. ISBN 0-16-048136-8. CMH Pub 72-36.
- Glantz, David (1995). When Titans Clashed: How the Red Army stopped Hitler. University Press of Kansas. ISBN 0-7006-0899-0.
- Hastings, Max (2005). Armageddon: The Battle for Germany, 1944–1945. Vintage. ISBN 0-375-71422-7.
- Keegan, John, ed. (1989). The Times Atlas of the Second World War. London: Times Books. ISBN 0-7230-0317-3.
- RAF staff (6 April 2005). "RAF History - Bomber Command 60th Anniversary". Archived from the original on 6 July 2007. |chapter= ignored (help)
- Universal Newsreel staff (1945). Video: Allies Overrun Germany Etc. (1945). Universal Newsreel. Retrieved 21 February 2012.
- Zaloga, Steve; Dennis, Peter (2006). Remagen 1945: Endgame Against the Third Reich. Osprey Publishing. ISBN 1-84603-249-0.
- Zimmermann, John (2008). Das Deutsche Reich und der Zweite Weltkrieg (Vol. 10 Part 1). Deutsche Verlags-Anstalt. ISBN 978-3-421-06237-6.
- M.Воениздат (1984). История второй мировой войны 1939-1945. Том 10 239-261
- Jean-Pierre Béneytou, De Lattre et la campagne d'Allemagne, Éditions Lavauzelle, Panazol, 2013,